# Лемузи
Лемузи — мале західнослов'янське плем'я на території Богемії, в Чехії. Жили лемузи на ріці Лабі, біля сучасного міста Теплиці, в районі Рудних гір. У цьому ж районі знаходиться село Стадиці, в якому народився князь чехів Пржемисл Орач. Археологічні розкопки на цій території показали, що перші поселенці появилися 10-40 тис. років тому. Раніше тут жили племена кельтів, а пізніше германські племена маркомани і квади.

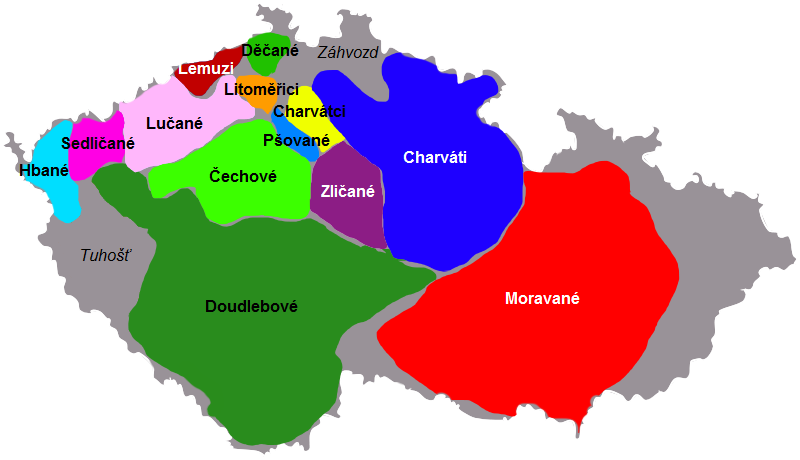
Лемузи на карті